# Виробництво кави в Гватемалі

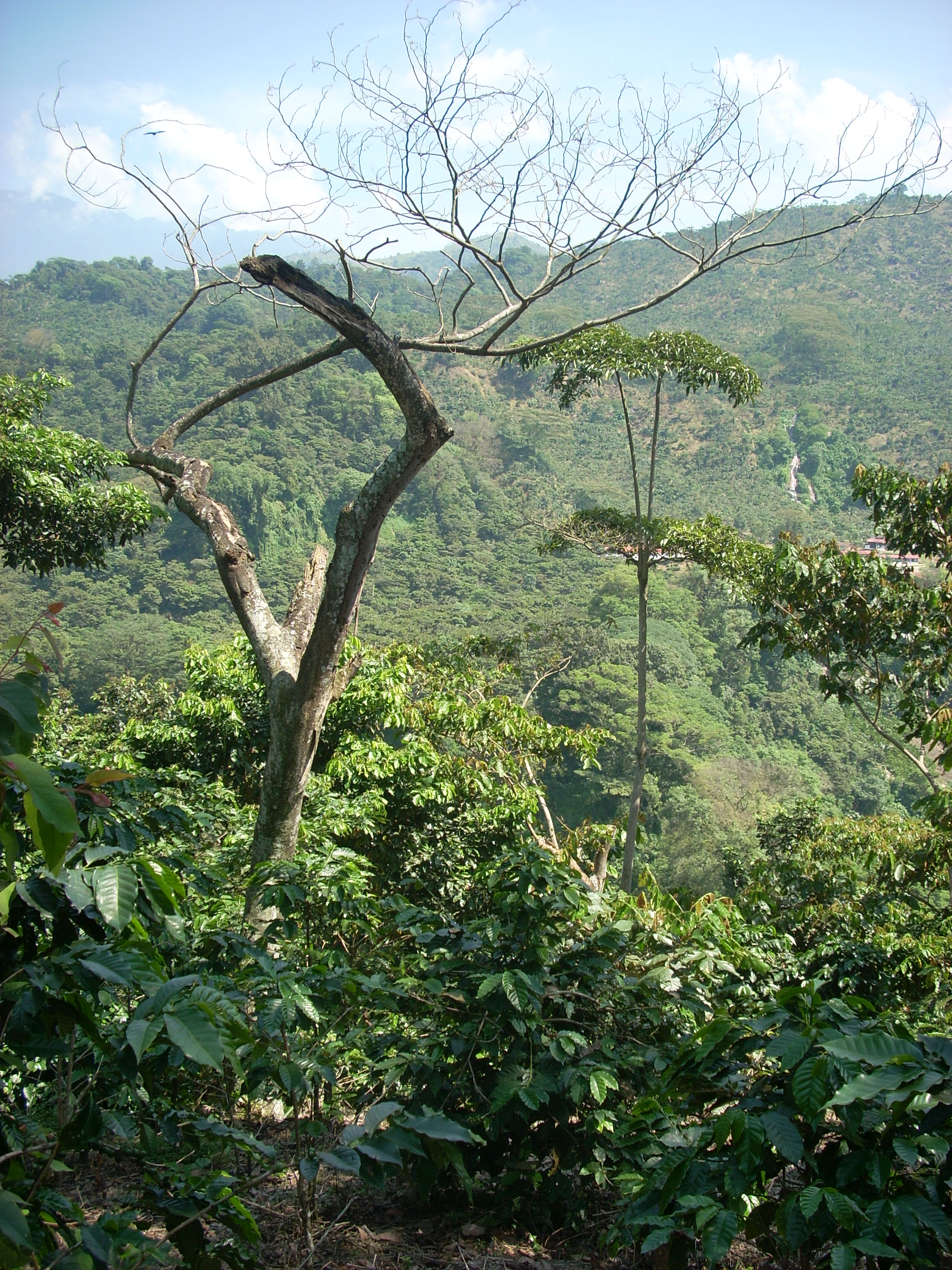
Кавова плантація Las Merceditas, Сан-Рафаель-Піє-де-ла-Куеста, Гватемала.

Виробництво кави в Гватемалі почало розвиватися з початку 1850-х років. Кава є важливою складовою економіки Гватемали.
Гватемала була провідним виробником кави в Центральній Америці протягом більшої частини XX та початку XXI століття, поки її не витіснив Гондурас у 2011 році. Нелегальний експорт до Гондурасу та Мексики не відображається в офіційній статистиці.
Гватемала є однією із країн, які вирощують каву із найбільшими зернами — марагоджип.

## Географія
Гірські хребти, які перетинають країну, дозволяють виробляти каву майже в кожному регіоні Гватемали. Найкраща, яка вважається фірмовою, вирощується на висоті від 1300 до 2000 метрів над рівнем моря. Гватемала має площу 108 889 км², з яких кава вирощується на 2,5% території країни (тобто близько 270 000 гектарів посівів) і виробляється в 20 з 22 департаментів країни.
Сприятливою температурою для здорового росту та рясного виробництва кави в Гватемалі вважається від 16 до 32 °C. На висоті 500 – 700 метрів над рівнем моря молоді рослини необхідно притіняти.
У зонах із середньою висотою 1500 метрів плантації потрібно захищати від холодних північних вітрів. Здебільшого кавові плантації Гватемали розташовані на висоті 500 – 1500 метрів над рівнем моря.

## Історія

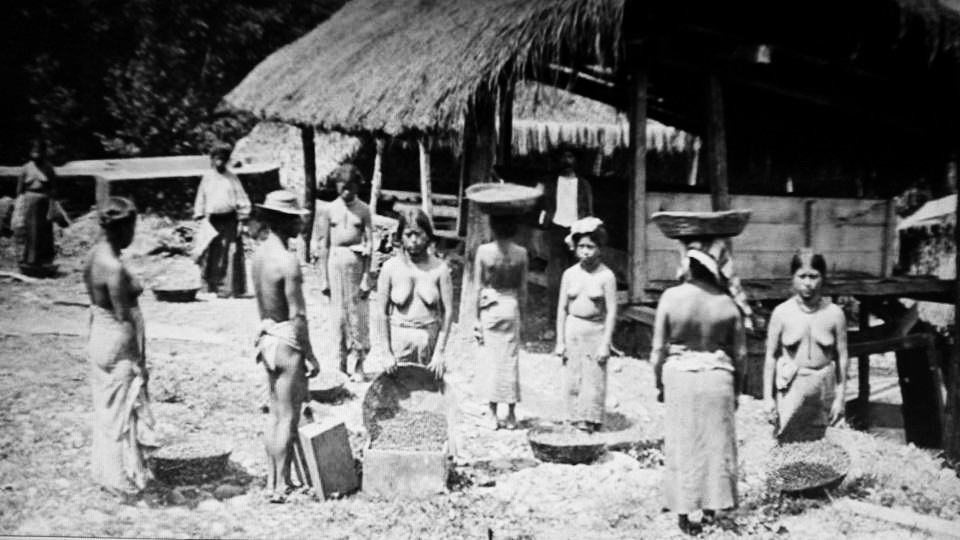
Корінні робітники на кавовій плантації, 1875 рік.

Кавова промисловість почала розвиватися в Гватемалі в 1850-1860-х роках. Невеликі плантації процвітали в районах Аматітлан і Антигуа на південному заході Гватемали. Однак спочатку вирощування кави було повільним через брак знань і технологій. Багатьом плантаторам доводилося покладатися на позики та позичати у своїх сімей, щоб фінансувати свої кавові плантації, а виробництво кави в Гватемалі все більше належало іноземним компаніям.
Нестача робочої сили стала основною перешкодою для швидкого розвитку виробництва кави в Гватемалі. До 1902 року найважливіші плантації розташовувались на південному узбережжі.
Багато акрів землі були придатними для цього вирощування, а сорти, вирощені в помірних регіонах, вважалися кращими. Каву вирощували навколо Гватемала-Сіті, Чимальтенанго та Верапас.

## Асоціація «Анакафе»

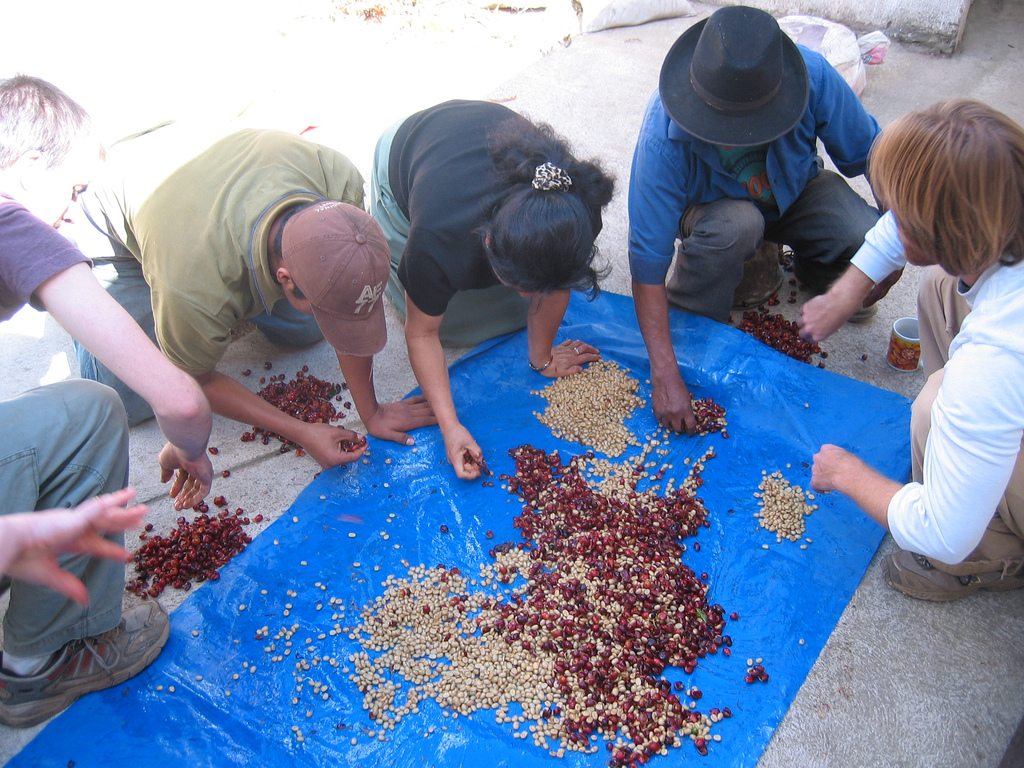
Сортування кавових зерен, Гватемала.

«Анакафе» (Anacafé – Asociación Nacional del Café) заснована у 1960 році як національна кавова асоціація, що представляє всіх виробників кави в Гватемалі. Вона стала попередником Міжнародної організації кави, як спосіб централізації статистики національного виробництва кави.
Асоціація «Анакафе» побудувала кавові лабораторії «Analab», створила програму для дітей під назвою «Funcafé» та видає журнал про каву «El Cafetal». Представляє Гватемалу на засіданнях Міжнародної організації кави та отримує дохід лише від плати за обслуговування експортованих товарів кави.

## Трудові питання
Згідно з даними Міністерства праці США, дослідження показали, що деякі виробники кави в Гватемалі використовували дитячу працю у 2013 році.